# Szeged
Szeged (Duits: Szegedin)   is met ca. 160.000 inwoners de op twee na grootste stad van Hongarije. De stad ligt in het zuidoosten van het land, op de rechteroever van de Tisza, voorbij de plaats waar deze samenvloeit met de Mureş (Hongaars: Maros) en in de nabijheid van zowel de Servische als de Roemeense grens. De stad is de hoofdstad van het comitaat Csongrád-Csanád.
Szeged werd in 1879 grotendeels verwoest door een overstroming van de Tisza, waarna de stad in een voor die tijd moderne stijl werd herbouwd. Opvallende elementen zijn het stratenplan met een ringweg en radiaalwegen, en de vele gebouwen in neostijlen. De ringweg draagt de namen van de steden die bijdroegen aan de wederopbouw. Szeged is sinds 1921 een universiteitsstad: in dat jaar werd de Hongaarstalige universiteit vanuit de stad Cluj (Hongaars: Kolozsvár) naar Hongaars grondgebied overgebracht, nadat Cluj aan Roemenië was toebedeeld.
De opvallendste gebouwen in de stad zijn de dom, een neoromaanse Votiefkerk die in 1930 werd afgewerkt, het stadhuis aan het bomenrijke Széchenyiplein (1893-1895, ontworpen door Ödön Lechner) en de Nieuwe Synagoge uit 1903. Op het plein voor de dom vindt jaarlijks een openluchtfestival plaats met theater-, opera- en balletvoorstellingen.
Szeged heeft een belangrijke voedingsmiddelenindustrie en is beroemd om twee typisch Hongaarse producten: salami en paprika. De plaatselijke keuken biedt een vermaarde vissoep, de szegedi halászlé.

## Geschiedenis

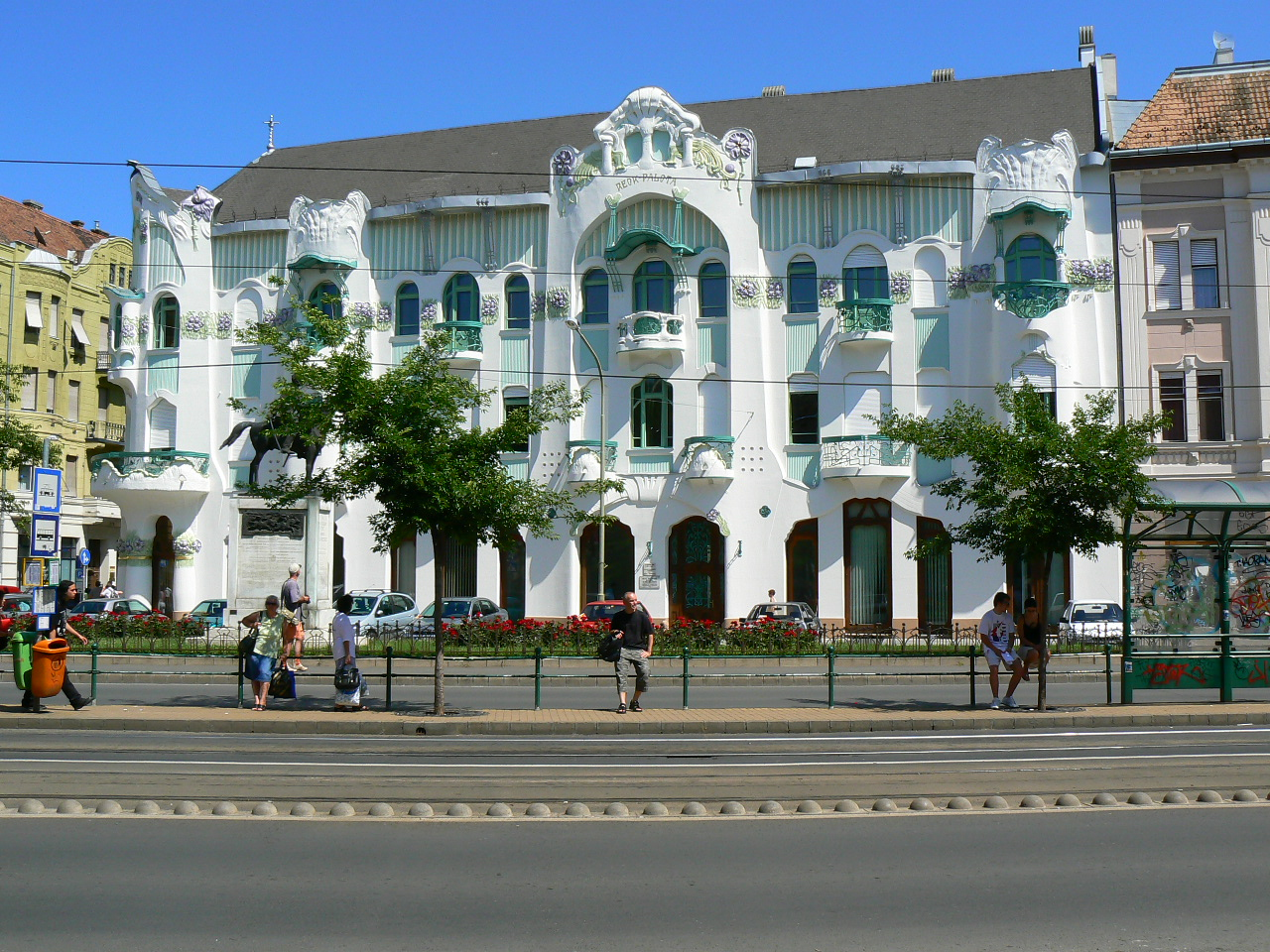
Reök Paleis

Szeged kreeg in 1247 stadsrechten van koning Béla IV en kreeg in 1498 de statuut van koninklijke stad. In 1526 werd de stad door de Turken geplunderd en veroverd om na 143 jaar te worden bevrijd door de Oostenrijkers. Tijdens de Turkse tijd vluchtten veel Hongaarse inwoners naar Noord-Hongarije (het huidige Slowakije) en het deel van de bevolking dat bleef overleefde door belasting te betalen aan de Turkse overheersers. In die periode kwamen er veel Serviërs naar de stad. Na de Oostenrijkse herovering op de Turken werd Szeged weer een belangrijke Hongaarse stad binnen het Habsburgse rijk.
Tijdens de Hongaarse vrijheidsstrijd van 1848/1849 fungeerde de stad kortstondig als hoofdstad van Hongarije: de regering kwam bijeen in het Zsótér-huis. In 1867 werd Hongarije weer onafhankelijk en ontstond Oostenrijk-Hongarije. Dit was een nieuwe bloeiperiode voor Szeged.
Szeged heeft veel te lijden gehad van overstromingen. In 1879 bleven er van de 5800 huizen slechts 300 gespaard. De heropbouw kwam tot stand met hulp vanuit heel Europa. Uit dankbaarheid heeft men vele straten, die daarna werden aangelegd, naar Europese steden genoemd. De grote ring van Szeged is vernoemd naar Brussel, Londen, Parijs, Rome, Wenen en Moskou.
Na de overstroming werd de stad volgens de nieuwste stedenbouwkundige inzichten opgebouwd naar het model van grote steden als Wenen en Parijs met ringwegen en boulevards. De bebouwing die toen is gerealiseerd bepaalt sindsdien het fraaie 19e-eeuwse stadsbeeld. De stad ontwikkelde zich voorspoedig en behoorde tot de grootste steden binnen Oostenrijk-Hongarije. De stad concurreerde met omliggende steden als Arad, Temesvár (Timișoara) en Szabadka (Subotica). In 1920 verloor Hongarije grote gebieden aan de buurlanden en werd Szeged een grensstad. Tussen de twee wereldoorlogen was de stad in grote economische problemen door het verlies van achterland dat nu in Joegoslavië en Roemenië lag. Wel werd in deze periode de grote kerk en het omliggende plein gebouwd.
Na de Tweede Wereldoorlog werd de stad in de communistische periode geïndustrialiseerd. Het werd met name een centrum van de voedingsmiddelenindustrie, met salamiproducent Pick als bekendste vertegenwoordiger.
De stad werd ook een belangrijk onderwijscentrum voor de regio met een algemene universiteit en een medische universiteit.
Na de omwentelingen in 1990 kwam Szeged redelijk door de strenge hervormingen heen. De stad bleef aantrekkelijk voor bedrijven. Vanaf 2004, toen Hongarije toetrad tot de EU heeft Szeged zich verder gemoderniseerd met de bouw van grote winkelcentra en het herinrichten van de binnenstad. Vanaf 2010 is het tramnetwerk uitgebreid en gemoderniseerd.

## Stadsbeeld

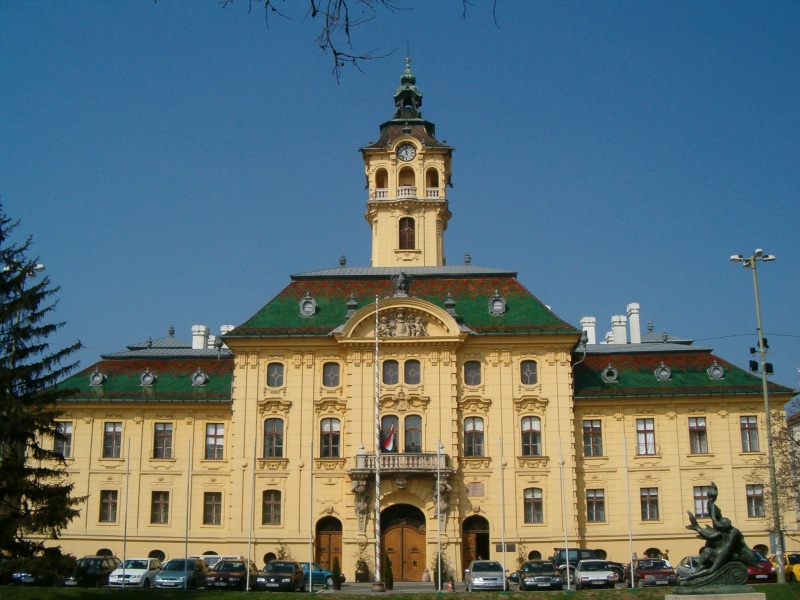
Het stadhuis van Szeged

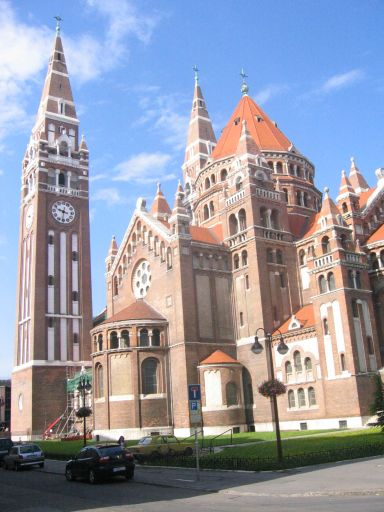
De Kathedraal van Szeged

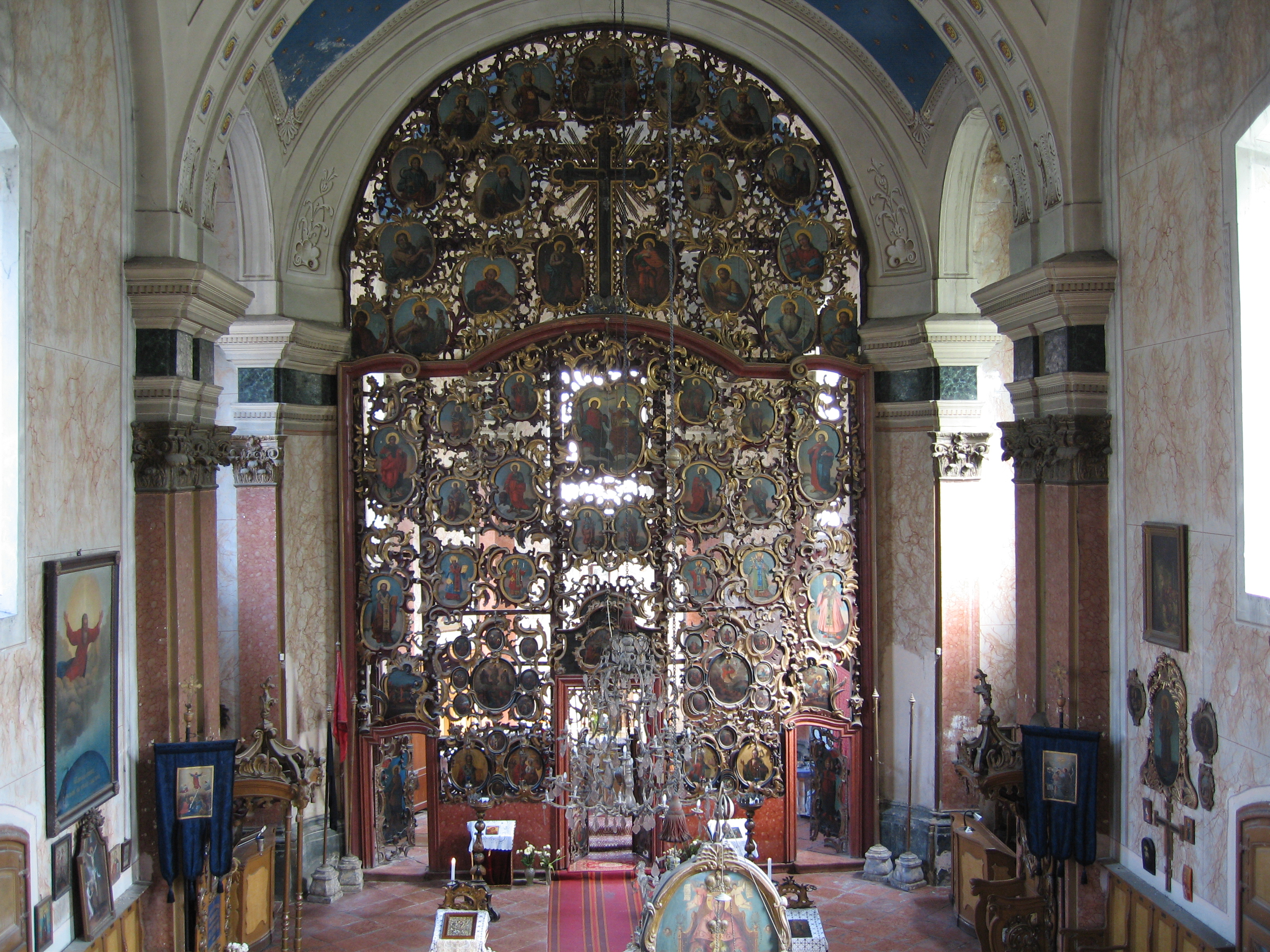
Servisch-orthodoxe kerk

Het centrum van de stad ligt op de rechteroever van de Tisza. Aan de promenade langs de rivier en bij de Belvárosi híd (Binnenstadsbrug) staat het Cultuurpaleis, dat het Ferenc Móra-museum huisvest. Achter het museum liggen nog enkele resten van de vroegere burcht, die tot de 18e eeuw strategisch belangrijk was. Het deel dat na de overstroming overbleef, herbergt een klein museum over de plaatselijke geschiedenis.
De József Attila sugárút leidt van hier in noordelijke richting naar de Bovenstad. Aan het Szent György tér staat de Minorietenkerk met klooster.
Het hoofdplein van Szeged is het 50.000 m² grote Széchenyiplein, een combinatie van plein en park, met bomen (platanen, linden en sparren), bloemperken, standbeelden en zitbanken. In het midden staan vier rijen platanen. Na de grote overstroming werd hier door Ödön Lechner een nieuw raadhuis gebouwd in een eclectische stijl, waarbij de barok-kenmerken het meest opvallen.
Ten zuiden ervan ligt het veel kleinere Klauzál tér, waar zich een standbeeld van Lajos Kossuth bevindt. In het Kárász-huis woonde hij tijdelijk en hij sprak er zijn laatste rede uit voordat hij naar het buitenland vluchtte. Weer zuidelijker ligt het Dugonics tér met het standbeeld van de schrijver waarnaar het park hier genoemd werd. Aan dit plein staat het hoofdgebouw van de universiteit van Szeged.
Op het Domplein staat de neoromaanse Votiefkerk, die tussen 1913 en 1930 werd gebouwd. Met de façade van de dom als decor vindt op dit plein in juli en augustus het jaarlijkse Openluchtfestival van Szeged plaats.
Het plein biedt plaats aan 4000 mensen (zitplaatsen), het toneel is 600 m² groot.
Achter de Votiefkerk staat de barokke Servisch-orthodoxe kerk met een mooi interieur. Van het Domplein in noordelijke richting loopt een zeer oude straat, de Oskola utca. Het classicistische huis op nº 20 was vroeger een hotel, nu is het zetel van de afdeling Szeged van de Hongaarse Academie van Wetenschappen. Aan het eind van de Oskola utca, op het Roosevelt tér ligt de brug over de Tisza.
Aan de overkant van de rivier ligt de nieuwe stad, Újszeged, met een complex zwembaden, waaronder ook een thermaalbad.
In het 'Volksbosje' bevindt zich het openluchttheater dat 1500 toeschouwers kan bevatten. Ook ligt hier in dit stadsdeel de grote botanische tuin van de universiteit.
Ten zuiden van het Domplein staat op het Aradi Vértanuk tere het ruiterstandbeeld van Frans II Rákóczi. Hier begint de Szentháromság utca, die naar het lagere deel van de stad leidt.
Op het Mátyás király tér staat de vroegere franciscanenkerk die in de 16e eeuw in gotische stijl tot stand kwam.
De toren is pas later op het 60 meter lange gebouw geplaatst. Het barokke interieur, dat later aangebracht werd, de altaren, de kansel en de mooi bewerkte meubels van de sacristie stammen uit de 18e eeuw.
Vanaf laatstgenoemd plein komt men via Alföldi utca op de buitenste ringweg, waarvan de delen de namen van buitenlandse steden dragen. Via de Bécsi (Weense) körút en de Moszkvai körút komt men op de Londoni körút. Een van de zijwegen die hierop uitkomt is de Gutenberg utca, waaraan de oude synagoge met een 48 meter hoge koepel.
De Londoni körút komt uit op het vierkante Mars tér en de naam van de ringweg verandert hier weer, nu in Párizsi körút.

## Cultuur en wetenschap

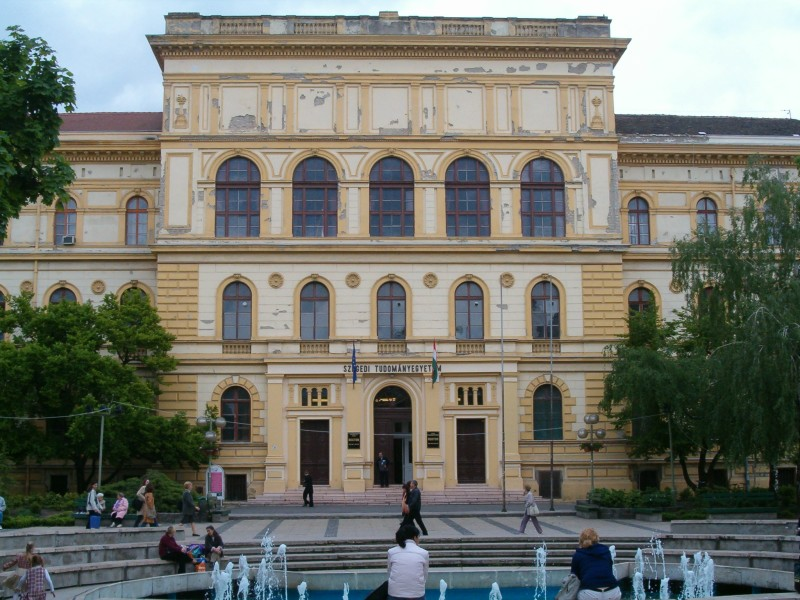
De Universiteit van Szeged

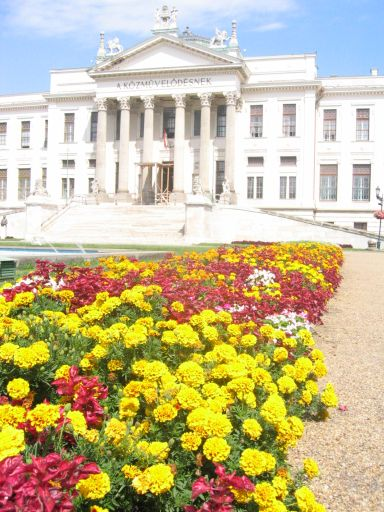
Het Móra Ferenc Museum

De Universiteit van Szeged is sinds 1921 in de stad gevestigd (deze werd verplaatst vanuit Kolozsvár, het huidige Cluj-Napoca in Roemenië) en heeft zijn hoofdgebouw aan het Dugonicsplein.
Het Ferenc Móramuseum heeft een verzameling schilderijen en historische, biologische en etnografische voorwerpen, gehuisvest in het Cultuurpaleis aan het Rooseveltplein.

## Verkeer en vervoer

### Openbaar vervoer
Szeged heeft een eigen stadsvervoerbedrijf die 5 tramlijnen, 6 trolleybuslijnen en 33 buslijnen exploiteert. Verder heeft Szeged een treinverbinding met Boedapest en Servie en richting het oosten naar Makó. De stad heeft drie belangrijke treinstations, het grote station, het Rókusstation en het station in Nieuw-Szeged aan de oosttzijde van de rivier de Tisza.

### Wegverkeer
Szeged is voor de auto ontsloten middels de snelwegen M5 (Boedapest-Servische grens) en M43 Szeged-Roemeense grens. De laatste snelweg is in juli 2015 geheel gereed en biedt een ongestoorde verbinding met de steden Arad en Timișoara.

### Luchtverkeer
Szeged heeft een kleine luchthaven. Er waren plannen deze verder uit te bouwen, maar de gemeenteraad heeft hier uiteindelijk van afgezien. De stad is vanuit de lucht dus slechts bereikbaar met privétoestellen. De dichtstbijzijnde luchthavens zijn die van Arad en Boedapest.

## Inwonertal
- 1980 - 164.437
- 1990 - 169.930
- 2000 - 165.834
- 2010 - 165.717
- 2014 - 165.863
- 2019 - 162.868

## Partnersteden
- Turku (Finland), sinds 1971
- Cambridge (Engeland) sinds 1987
- Darmstadt (Duitsland)
- Timișoara (Roemenië) sinds 1998
- Luik (stad) (België)
- Rotterdam (Nederland)

## Geboren in Szeged
- Géza Maróczy (1870-1951), schaker
- Nickolas Muray (1892-1965), Amerikaans-Hongaars fotograaf
- László Paskai (1927-2015), kardinaal-aartsbisschop van Esztergom
- Vilmos Zsigmond (1930-2016), Amerikaans cameraman van Hongaarse afkomst
- Gordon Bajnai (1968), premier van Hongarije van 2009 tot 2010
- Adrián Annus (1973), kogelslingeraar
- Krisztián Horváth (1976), beeldend kunstenaar
- Katalin Novák (1977), president van Hongarije
- Susan Francia (1982), Amerikaans roeister
- László Köteles (1984), voetballer: doelman
- Petra Jászapáti (1998), shorttrackster